# Liste der Staatsoberhäupter 1996
Übersicht
◄◄ | ◄ | 1992 | 1993 | 1994 | 1995 | Liste der Staatsoberhäupter 1996 | 1997 | 1998 | 1999 | 2000 | ► | ►►

Weitere Ereignisse

## Afrika
- Ägypten
  - Staatsoberhaupt: Präsident Husni Mubarak (1981–2011) (1981–1982 Ministerpräsident)
  - Regierungschef:
    - Ministerpräsident Atif Muhammad Nagib Sidqi (1986–4. Januar 1996)
    - Ministerpräsident Kamal al-Ganzuri (4. Januar 1996–1999, 2011–2012)
- Algerien
  - Staatsoberhaupt: Präsident Liamine Zéroual (1994–1999)
  - Regierungschef: Premierminister Ahmed Ouyahia (1995–1998, 2003–2006, 2008–2012, 2017–2019)
- Angola
  - Staatsoberhaupt: Präsident José Eduardo dos Santos (1979–2017)
  - Regierungschef:
    - Premierminister Marcolino Moco (1992–3. Juni 1996)
    - Premierminister Fernando José de França Dias Van Dúnem (1991–1992, 3. Juni 1996–1999)
- Äquatorialguinea
  - Staatsoberhaupt: Präsident Teodoro Obiang Nguema Mbasogo (seit 1979) (bis 1982 Vorsitzender des Obersten Militärrats)
  - Regierungschef:
    - Premierminister Silvestre Siale Bileka (1992–1. April 1996)
    - Premierminister Ángel Serafín Seriche Dougan (1. April 1996–2001)
- Äthiopien
  - Staatsoberhaupt: Präsident Negasso Gidada (1995–2001)
  - Regierungschef: Ministerpräsident Meles Zenawi (1995–2012) (1991–1995 Präsident)
- Benin
  - Staatsoberhaupt:
    - Präsident Nicéphore Soglo (1991–4. April 1996) (1990–1991 Ministerpräsident)
    - Präsident Mathieu Kérékou (1972–1991, 4. April 1996–2006)

  - Regierungschef: Ministerpräsident Adrien Houngbédji (9. April 1996–1998) (Amt neu geschaffen)
- Botswana
  - Staats- und Regierungschef: Präsident Quett Masire (1980–1998)
- Burkina Faso
  - Staatsoberhaupt: Präsident Blaise Compaoré (1987–2014)
  - Regierungschef:
    - Ministerpräsident Roch Marc Kaboré (1994–6. Februar 1996)
    - Ministerpräsident Kadré Désiré Ouédraogo (6. Februar 1996–2000)
- Burundi
  - Staatsoberhaupt:
    - Präsident Sylvestre Ntibantunganya (1994–25. Juli 1996)
    - Präsident Pierre Buyoya (1987–1993, 25. Juli 1996–2003)

  - Regierungschef:
    - Premierminister Antoine Nduwayo (1995–31. Juli 1996)
    - Ministerpräsident Pascal-Firmin Ndimira (31. Juli 1996–1998)
- Dschibuti
  - Staatsoberhaupt: Präsident Hassan Gouled Aptidon (1977–1999) (1977 Ministerpräsident)
  - Regierungschef: Premierminister Barkat Gourad Hamadou (1978–2001)
- Elfenbeinküste
  - Staatsoberhaupt: Präsident Henri Konan Bédié (1993–1999)
  - Regierungschef: Premierminister Daniel Kablan Duncan (1993–1999, 2012–2017)
- Eritrea
  - Staats- und Regierungschef: Präsident Isayas Afewerki (seit 1993)
- Gabun
  - Staatsoberhaupt: Präsident Omar Bongo (1967–2009)
  - Regierungschef: Ministerpräsident Paulin Obame Nguema (1994–1999)
- Gambia
  - Staats- und Regierungschef: Präsident Yahya Jammeh (1994–2017) (bis 18. Oktober 1996 Vorsitzender des Provisorischen Regierungsrats der Armee)
- Ghana
  - Staats- und Regierungschef: Präsident Jerry Rawlings (1979, 1981–2001) (bis 1993 Vorsitzender des provisorischen Nationalen Verteidigungsrats)
- Guinea
  - Staatsoberhaupt: Präsident Lansana Conté (1984–2008)
  - Regierungschef: Premierminister Sidya Touré (9. Juli 1996–1999) (Amt neu geschaffen)
- Guinea-Bissau
  - Staatsoberhaupt: Präsident João Bernardo Vieira (1980–1984, 1984–1999, 2005–2009) (1978–1980 Premierminister)
  - Regierungschef: Premierminister Manuel Saturnino da Costa (1994–1997)
- Kamerun
  - Staatsoberhaupt: Präsident Paul Biya (seit 1982)
  - Regierungschef:
    - Premierminister Simon Achidi Achu (1992–19. September 1996)
    - Premierminister Peter Mafany Musonge (19. September 1996–2004)
- Kap Verde
  - Staatsoberhaupt: Präsident António Monteiro (1991–2001)
  - Regierungschef: Premierminister Carlos Veiga (1991–2000)
- Kenia
  - Staats- und Regierungschef: Präsident Daniel arap Moi (1978–2002)
- Komoren
  - Staatsoberhaupt:
    - Ministerpräsident Caabi el-Yachroutu (1995–25. Januar 1996) (kommissarisch)
    - Präsident Said Mohamed Djohar (25. Januar 1996–25. März 1996)
    - Präsident Mohammed Taki Abdoulkarim (1995, 25. März 1996–1998) (1995 Ministerpräsident)

  - Regierungschef:
    - Ministerpräsident Caabi el-Yachroutu (1995–27. März 1996)
    - Ministerpräsident Tadjidine Ben Said Massounde (27. März 1996–27. Dezember 1996) (1998–1999 Präsident)
    - Ministerpräsident Ahmed Abdou (27. Dezember 1996–1997)
- Republik Kongo (1960–1970 Kongo-Brazzaville; 1970–1992 Volksrepublik Kongo)
  - Staatsoberhaupt: Präsident Pascal Lissouba (1992–1997) (1963–1966 Ministerpräsident)
  - Regierungschef:
    - Ministerpräsident Joachim Yhombi-Opango (1993–27. August 1996)
    - Ministerpräsident Charles David Ganao (27. August 1996–1997)
- Lesotho
  - Staatsoberhaupt:
    - König Moshoeshoe II. (1966–1970, 1970–1990, 1995–15. Januar 1996)
    - Regentin Mamohato (1970, 1990, 15. Januar 1996–7. Februar 1996)
    - König Letsie III. (1990–1995, seit 7. Februar 1996)

  - Regierungschef: Ministerpräsident Ntsu Mokhehle (1993–1994, 1994–1998)
- Liberia
  - Staats- und Regierungschef:
    - Vorsitzender des Staatsrats Wilton Sankawulo (1995–3. September 1996)
    - Vorsitzende des Staatsrats Ruth Perry (3. September 1996–1997)
- Libyen
  - Revolutionsführer: Muammar al-Gaddafi (1969–2011) (1969–1979 Generalsekretär des Allgemeinen Volkskongresses)
  - Staatsoberhaupt: Generalsekretär des Allgemeinen Volkskongresses Zantani Muhammad az-Zantani (1992–2008)
  - Regierungschef: Generalsekretär des Allgemeinen Volkskomitees Abd al-Madschid al-Qaʿud (1994–1997)
- Madagaskar
  - Staatsoberhaupt:
    - Präsident Albert Zafy (1993–5. September 1996)
    - Ministerpräsident Norbert Ratsirahonana (5. September 1996–1997) (kommissarisch) (1996–1997 Premierminister)

  - Regierungschef:
    - Premierminister Emmanuel Rakotovahiny (1995–28. Mai 1996)
    - Premierminister Norbert Ratsirahonana (28. Mai 1996–1997) (1996–1997 Präsident)
- Malawi
  - Staats- und Regierungschef: Präsident Bakili Muluzi (1994–2004)
- Mali
  - Staatsoberhaupt: Präsident Alpha Oumar Konaré (1992–2002)
  - Regierungschef: Premierminister Ibrahim Boubacar Keïta (1994–2000)
- Marokko
  - Staatsoberhaupt: König Hassan II. (1961–1999)
  - Regierungschef: Premierminister Abdellatif Filali (1994–1998)
- Mauretanien
  - Staatsoberhaupt: Präsident Maaouya Ould Sid’Ahmed Taya (1984–2005) (1981–1984, 1984–1992 Premierminister)
  - Regierungschef:
    - Premierminister Sidi Mohamed Ould Boubacar (1992–2. Januar 1996, 1998–2003)
    - Premierminister Cheikh El Avia Ould Mohamed Khouna (2. Januar 1996–1997, 1998–2003)
- Mauritius
  - Staatsoberhaupt: Präsident Cassam Uteem (1992–2002)
  - Regierungschef: Premierminister Navin Ramgoolam (1995–2000, 2005–2014, seit 2024)
- Mosambik
  - Staatsoberhaupt: Präsident Joaquim Alberto Chissano (1986–2005)
  - Regierungschef: Premierminister Pascoal Mocumbi (1994–2004)
- Namibia
  - Staatsoberhaupt: Präsident Sam Nujoma (1990–2005)
  - Regierungschef: Ministerpräsident Hage Geingob (1990–2002, 2012–2015) (2015–2024 Präsident)
- Niger
  - Staatsoberhaupt:
    - Präsident des Obersten Militärrats Mahamane Ousmane (1993–27. Januar 1996)
    - Vorsitzender des Nationalen Erlösungsrats Ibrahim Baré Maïnassara (27. Januar 1996–1999) (seit 7. August 1996 Präsident)

  - Regierungschef:
    - Premierminister Hama Amadou (1995–27. Januar 1996, 2000–2007)
    - Premierminister Boukary Adji (27. Januar 1996–21. Dezember 1996)
    - Premierminister Amadou Boubacar Cissé (1995, 21. Dezember 1996–1997)
- Nigeria
  - Staats- und Regierungschef: Vorsitzender des Provisorischen Regierungsrats Sani Abacha (1993–1998)
- Ruanda
  - Staatsoberhaupt: Präsident Pasteur Bizimungu (1994–2000)
  - Regierungschef: Premierminister Pierre-Célestin Rwigema (1995–2000)
- Sambia
  - Staats- und Regierungschef: Präsident Frederick Chiluba (1991–2002)
- São Tomé und Príncipe
  - Staatsoberhaupt: Präsident Miguel Trovoada (1991–1995, 1995–2001) (1975–1979 Premierminister)
  - Regierungschef:
    - Premierminister Armindo Vaz d’Almeida (1995–19. November 1996)
    - Premierminister Raul Bragança Neto (19. November 1996–1999)
- Senegal
  - Staatsoberhaupt: Präsident Abdou Diouf (1981–2000) (1970–1980 Ministerpräsident)
  - Regierungschef: Premierminister Habib Thiam (1981–1983, 1991–1998)
- Seychellen
  - Staats- und Regierungschef: Präsident France-Albert René (1977–2004) (1976–1977 Ministerpräsident)
- Sierra Leone
  - Staatsoberhaupt:
    - Vorsitzender des Obersten Staatsrats Valentine Strasser (1992–17. Januar 1996)
    - Vorsitzender des Obersten Staatsrats Julius Maada Bio (17. Januar 1996–29. März 1996) (1993–1995 Vorsitzender des Rats der Staatssekretäre)
    - Präsident Ahmad Tejan Kabbah (29. März 1996–1997, 1998–2007)

  - Regierungschef: Vorsitzender des Rats der Staatssekretäre Akim A. Gibril (1995–29. März 1996) (Amt abgeschafft)
- Simbabwe
  - Staats- und Regierungschef: Präsident Robert Mugabe (1987–2017) (1980–1987 Ministerpräsident)
- Somalia
  - Staats- und Regierungschef: Präsident Ali Mahdi Mohammed (1991–1997)
    - Somaliland (international nicht anerkannt)
      - Staats- und Regierungschef: Präsident Mohammed Haji Ibrahim Egal (1993–2002) (1967–1969 Ministerpräsident von Somalia)
- Südafrika
  - Staats- und Regierungschef: Präsident Nelson Mandela (1994–1999)
- Sudan
  - Staats- und Regierungschef: Präsident Umar al-Baschir (1989–2019)
- Swasiland
  - Staatsoberhaupt: König Mswati III. (seit 1986)
  - Regierungschef:
    - Premierminister Jameson Mbilini Dlamini (1993–8. Mai 1996)
    - Ministerpräsident Sishayi Nxumalo (8. Mai 1996–26. Juli 1996) (kommissarisch)
    - Ministerpräsident Barnabas Sibusiso Dlamini (26. Juli 1996–2003, 2008–2018)
- Tansania
  - Staatsoberhaupt: Präsident Benjamin Mkapa (1995–2005)
  - Regierungschef: Premierminister Frederick Sumaye (1995–2005)
- Togo
  - Staatsoberhaupt: Präsident Gnassingbé Eyadéma (1967–2005)
  - Regierungschef:
    - Premierminister Edem Kodjo (1994–20. August 1996, 2005–2006)
    - Premierminister Kwassi Klutse (20. August 1996–1999)
- Tschad
  - Staatsoberhaupt: Präsident Idriss Déby (1990–2021)
  - Regierungschef: Premierminister Koibla Djimasta (1995–1997)
- Tunesien
  - Staatsoberhaupt: Präsident Zine el-Abidine Ben Ali (1987–2011) (1987 Ministerpräsident)
  - Regierungschef: Ministerpräsident Hamed Karoui (1989–1999)
- Uganda
  - Staatsoberhaupt: Präsident Yoweri Museveni (seit 1986)
  - Regierungschef: Premierminister Kintu Musoke (1994–1999)
- Westsahara (umstritten)
  - Staatsoberhaupt: Präsident Mohamed Abdelaziz (1976–2016) (im Exil)
  - Regierungschef: Ministerpräsident Mahfoud Ali Beiba (1982–1985, 1988–1993, 1995–1999) (im Exil)
- Zaïre (bis 1964 Kongo-Léopoldville, 1964–1971, seit 1997 Demokratische Republik Kongo)
  - Staatsoberhaupt: Präsident Mobutu Sese Seko (1965–1997)
  - Regierungschef: Ministerpräsident Kengo Wa Dondo (1982–1986, 1988–1990, 1994–1997)
- Zentralafrikanische Republik
  - Staatsoberhaupt: Präsident Ange-Félix Patassé (1993–2003) (1976–1978 Premierminister)
  - Regierungschef:
    - Premierminister Gabriel Koyambounou (1995–11. Juni 1996)
    - Premierminister Jean-Paul Ngoupandé (11. Juni 1996–1997)

## Amerika

### Nordamerika
- Kanada
  - Staatsoberhaupt: Königin Elisabeth II. (1952–2022)
    - Generalgouverneur: Roméo LeBlanc (1995–1999)

  - Regierungschef: Premierminister Jean Chrétien (1993–2003)
- Mexiko
  - Staats- und Regierungschef: Präsident Ernesto Zedillo (1994–2000)
- Vereinigte Staaten von Amerika
  - Staats- und Regierungschef: Präsident Bill Clinton (1993–2001)

### Mittelamerika
- Antigua und Barbuda
  - Staatsoberhaupt: Königin Elisabeth II. (1981–2022)
    - Generalgouverneur James Carlisle (1993–2007)

  - Regierungschef: Premierminister Lester Bird (1994–2004)
- Bahamas
  - Staatsoberhaupt: Königin Elisabeth II. (1973–2022)
    - Generalgouverneur: Orville Alton Turnquest (1995–2001)

  - Regierungschef: Premierminister Hubert Ingraham (1992–2002, 2007–2012)
- Barbados
  - Staatsoberhaupt: Königin Elisabeth II. (1966–2021)
    - Generalgouverneur:
      - Vorsitzender des obersten Gerichtshofes Denys Williams (1995–1. Juni 1996) (kommissarisch)
      - Clifford Husbands (1. Juni 1996–2011)

  - Regierungschef: Premierminister Owen Arthur (1994–2008)
- Belize
  - Staatsoberhaupt: Königin Elisabeth II. (1981–2022)
    - Generalgouverneur: Colville Young (1993–2021)

  - Regierungschef: Premierminister Manuel Esquivel (1984–1989, 1993–1998)
- Costa Rica
  - Staats- und Regierungschef: Präsident José María Figueres Olsen (1994–1998)
- Dominica
  - Staatsoberhaupt: Präsident Crispin Sorhaindo (1993–1998)
  - Regierungschef: Premierminister Edison James (1995–2000)
- Dominikanische Republik
  - Staats- und Regierungschef:
    - Präsident Joaquín Balaguer (1960–1962, 1966–1978, 1986–16. August 1996)
    - Präsident Leonel Fernández (16. August 1996–2000, 2004–2012)
- El Salvador
  - Staats- und Regierungschef: Präsident Armando Calderón Sol (1994–1999)
- Grenada
  - Staatsoberhaupt: Königin Elisabeth II. (1974–2022)
    - Generalgouverneur:
      - Reginald Palme (1992–9. August 1996)
      - Daniel Williams (9. August 1996–2008)

  - Regierungschef: Premierminister Keith Mitchell (1995–2008, 2013–2022)
- Guatemala
  - Staats- und Regierungschef:
    - Präsident Ramiro de León Carpio (1993–14. Januar 1996)
    - Präsident Álvaro Arzú Irigoyen (14. Januar 1996–2000)
- Haiti
  - Staatsoberhaupt:
    - Präsident Jean-Bertrand Aristide (1991, 1993–1994, 1994–7. Februar 1996, 2001–2004)
    - Präsident René Préval (7. Februar 1996–2001, 2006–2011)

  - Regierungschef:
    - Ministerpräsidentin Claudette Werleigh (1995–6. März 1996)
    - Ministerpräsident Rosny Smarth (6. März 1996–1997)
- Honduras
  - Staats- und Regierungschef: Präsident Carlos Roberto Reina (1994–1998)
- Jamaika
  - Staatsoberhaupt: Königin Elisabeth II. (1962–2022)
    - Generalgouverneur: Howard Cooke (1991–2006)

  - Regierungschef: Premierminister Percival J. Patterson (1992–2006)
- Kuba
  - Staatsoberhaupt und Regierungschef: Präsident des Staatsrats und des Ministerrats Fidel Castro (1976–2008) (1959–1976 Ministerpräsident)
- Nicaragua
  - Staats- und Regierungschef: Präsidentin Violeta Barrios de Chamorro (1990–1997) (1979–1980 Mitglied der Regierungsjunta des nationalen Wiederaufbaus)
- Panama
  - Staats- und Regierungschef: Präsident Ernesto Pérez Balladares (1994–1999)
- St. Kitts und Nevis
  - Staatsoberhaupt: Königin Elisabeth II. (1983–2022)
    - Generalgouverneur: Cuthbert Sebastian (1. Januar 1996–2013)

  - Regierungschef: Premierminister Denzil Douglas (1995–2015)
- St. Lucia
  - Staatsoberhaupt: Königin Elisabeth II. (1979–2022)
    - Generalgouverneur:
      - Stanislaus A. James (1988–1. Juni 1996)
      - George Mallet (1. Juni 1996–1997)

  - Regierungschef:
    - Premierminister John Compton (1982–2. April 1996, 2006–2007)
    - Premierminister Vaughan Allen Lewis (2. April 1996–1997)
- St. Vincent und die Grenadinen
  - Staatsoberhaupt: Königin Elisabeth II. (1979–2022)
    - Generalgouverneur:
      - David Jack (1989–1. Juni 1996)
      - Charles Antrobus (1. Juni 1996–2002)

  - Regierungschef: Premierminister James Fitz-Allen Mitchell (1984–2000)
- Trinidad und Tobago
  - Staatsoberhaupt: Präsident Noor Hassanali (1987–1997)
  - Regierungschef: Ministerpräsident Basdeo Panday (1995–2001)

### Südamerika
- Argentinien
  - Staats- und Regierungschef: Präsident Carlos Menem (1989–1999)
- Bolivien
  - Staats- und Regierungschef: Präsident Gonzalo Sánchez de Lozada (1993–1997, 2002–2003)
- Brasilien
  - Staats- und Regierungschef: Präsident Fernando Henrique Cardoso (1995–2003)
- Chile
  - Staats- und Regierungschef: Präsident Eduardo Frei Ruiz-Tagle (1994–2000)
- Ecuador
  - Staats- und Regierungschef:
    - Präsident Sixto Durán Ballén (1992–10. August 1996)
    - Präsident Abdalá Bucaram (10. August 1996–1997)
- Guyana
  - Staatsoberhaupt: Präsident Cheddi Jagan (1992–1997)
  - Regierungschef: Ministerpräsident Sam Hinds (1992–1997, 1997–1999, 1999–2015) (1997 Präsident)
- Kolumbien
  - Staats- und Regierungschef: Präsident Ernesto Samper (1994–1998)
- Paraguay
  - Staats- und Regierungschef: Präsident Juan Carlos Wasmosy (1993–1998)
- Peru
  - Staatsoberhaupt: Präsident Alberto Fujimori (1990–2000)
  - Regierungschef:
    - Ministerpräsident Dante Córdova Blanco (1995–3. April 1996)
    - Ministerpräsident Alberto Pandolfi (3. April 1996–1998, 1998–1999)
- Suriname
  - Staatschef:
    - Präsident Ronald Venetiaan (1991–15. September 1996, 2000–2010)
    - Präsident Jules Albert Wijdenbosch (15. September 1996–2000) (1987–1988, 1991 Regierungschef)

  - Regierungschef:
    - Vizepräsident Jules Ratankumar Ajodhia (1991–15. September 1996, 2000–2005)
    - Vizepräsident Pretapnarian Shawh Radhakishun (1986–1987, 15. September 1996–2000)
- Uruguay
  - Staats- und Regierungschef: Präsident Julio María Sanguinetti (1985–1990, 1995–2000)
- Venezuela
  - Staats- und Regierungschef: Präsident Rafael Caldera (1969–1974, 1994–1999)

## Asien

### Ost-, Süd- und Südostasien
- Bangladesch
  - Staatsoberhaupt:
    - Präsident Abdur Rahman Biswas (1991–9. Oktober 1996)
    - Präsident Shahabuddin Ahmed (1990–1991, 9. Oktober 1996–2001)

  - Regierungschef:
    - Premierministerin Khaleda Zia (1991–30. März 1996, 2001–2006)
    - Chief Advisor Habibur Rahman (30. März 1996–23. Juni 1996)
    - Premierministerin Hasina Wajed (23. Juni 1996–2001, seit 2009)
- Bhutan
  - Staats- und Regierungschef: König Jigme Singye Wangchuck (1972–2006)
- Brunei
  - Staats- und Regierungschef: Sultan Hassanal Bolkiah (seit 1967)
- Republik China (Taiwan)
  - Staatsoberhaupt: Präsident Lee Teng-hui (1988–2000)
  - Regierungschef: Ministerpräsident Lien Chan (1993–1997)
- Volksrepublik China
  - Staatsoberhaupt: Präsident Jiang Zemin (1993–2003)
  - Regierungschef: Ministerpräsident Li Peng (1987–1998)
- Indien
  - Staatsoberhaupt: Präsident Shankar Dayal Sharma (1992–1997)
  - Regierungschef:
    - Premierminister P. V. Narasimha Rao (1991–16. Mai 1996)
    - Premierminister Atal Bihari Vajpayee (16. Mai 1996–1. Juni 1996, 1998–2004)
    - Premierminister H. D. Deve Gowda (1. Juni 1996–1997)
- Indonesien
  - Staatsoberhaupt und Regierungschef: Präsident Suharto (1967–1998)
- Japan
  - Staatsoberhaupt: Kaiser Akihito (1989–2019)
  - Regierungschef:
    - Premierminister Murayama Tomiichi (1994–11. Januar 1996)
    - Premierminister Ryūtarō Hashimoto (11. Januar 1996–1998)
- Kambodscha
  - Staatsoberhaupt: König Norodom Sihanouk (1941–1955, 1993–2004) (1960–1970, 1975–1976, 1991–1993 Präsident)
  - Regierungschef: Premierminister Hun Sen (1985–2023)
- Nordkorea
  - Vorsitzender der Nationalen Verteidigungskommission: Kim Jong-il (1994–2011)
  - Vorsitzender des Präsidiums der Obersten Volksversammlung: Yang Hyong-sop (1994–1998)
  - Regierungschef: Ministerpräsident Kang Song-san (1984–1986, 1992–1997)
- Südkorea
  - Staatsoberhaupt: Präsident Kim Young-sam (1993–1998)
  - Regierungschef: Ministerpräsident Lee Soo-sung (1995–1997)
- Laos
  - Staatsoberhaupt: Präsident Nouhak Phoumsavanh (1992–1998)
  - Regierungschef: Premierminister Khamtay Siphandone (1991–1998)
- Malaysia
  - Staatsoberhaupt: Oberster Herrscher Tuanku Jaafar (1994–1999)
  - Regierungschef: Premierminister Mahathir bin Mohamad (1981–2003, 2018–2020)
- Malediven
  - Staats- und Regierungschef: Präsident Maumoon Abdul Gayoom (1978–2008)
- Myanmar
  - Staatsoberhaupt: Vorsitzender des Staatsrats für Frieden und Entwicklung Than Shwe (1992–2011) (1992–2003 Ministerpräsident)
  - Regierungschef: Ministerpräsident Than Shwe (1992–2003) (1992–2011 Vorsitzender des Staatsrats für Frieden und Entwicklung)
- Nepal
  - Staatsoberhaupt: König Birendra (1972–2001)
  - Regierungschef: Premierminister Sher Bahadur Deuba (1995–1997, 2001–2002, 2004–2005, 2017–2018, 2021–2022)
- Pakistan
  - Staatsoberhaupt: Präsident Faruk Ahmad Khan Leghari (1993–1997)
  - Regierungschef:
    - Ministerpräsidentin Benazir Bhutto (1988–1990, 1993–5. November 1996)
    - Ministerpräsident Miraj Khalid (5. November 1996–1997) (kommissarisch)
- Philippinen
  - Staats- und Regierungschef: Präsident Fidel Ramos (1992–1998)
- Singapur
  - Staatsoberhaupt: Präsident Ong Teng Cheong (1993–1999)
  - Regierungschef: Premierminister Goh Chok Tong (1990–2004)
- Sri Lanka
  - Staatsoberhaupt: Präsidentin Chandrika Kumaratunga (1994–2005) (1994 Premierministerin)
  - Regierungschef: Premierministerin Sirimavo Bandaranaike (1960–1965, 1970–1977, 1994–2000)
- Thailand
  - Staatsoberhaupt: König Rama IX. Bhumibol Adulyadej (1946–2016)
  - Regierungschef:
    - Ministerpräsident Banharn Silpa-archa (1995–25. November 1996)
    - Ministerpräsident Chavalit Yongchaiyudh (25. November 1996–1997)
- Vietnam
  - Staatsoberhaupt: Präsident Lê Đức Anh (1992–1997)
  - Regierungschef: Premierminister Võ Văn Kiệt (1988, 1991–1997) (bis 1992 Vorsitzender des Ministerrats)

### Vorderasien
- Armenien
  - Staatsoberhaupt: Präsident Lewon Ter-Petrosjan (1991–1998)
  - Regierungschef:
    - Ministerpräsident Hrant Bagratjan (1991–1992, 1993–4. November 1996)
    - Ministerpräsident Armen Sarkissjan (4. November 1996–1997, seit 2018 Präsident)
- Aserbaidschan
  - Staatsoberhaupt:
    - Präsident Heidar Alijew (1993–2003)

  - Regierungschef:
    - Ministerpräsident Fuad Gulijew (1994–20. Juli 1996)
    - Ministerpräsident Artur Rasizadä (20. Juli 1996–2003, 2003–2018) (bis 26. November 1996 kommissarisch)

  - Bergkarabach (international nicht anerkannt)
    - Staatsoberhaupt: Präsident Robert Kotscharjan (1994–1997) (1992–1994 Ministerpräsident von Bergkarabach, 1997–1998, 2000 Ministerpräsident von Armenien, 1998–2008 Präsident von Armenien)
    - Regierungschef: Ministerpräsident Leonard Petrosjan (1994–1998)
- Bahrain
  - Staatsoberhaupt: Emir Isa II. (1971–1999)
  - Regierungschef: Ministerpräsident Chalifa ibn Salman Al Chalifa (1971–2020)
- Georgien
  - Staatsoberhaupt: Präsident Eduard Schewardnadse (1992–2003)
  - Regierungschef: Ministerpräsident Niko Lekischwili (1995–1998)
  - Abchasien (international nicht anerkannt)
    - Staatsoberhaupt: Präsident Wladislaw Ardsinba (1992–2005)
    - Regierungschef: Ministerpräsident Gennadi Gagulija (1995–1997, 2002–2003)

  - Südossetien (international nicht anerkannt)
    - Staatsoberhaupt: Parlamentspräsident Ludwig Tschibirow (1993–2001)
    - Regierungschef:
      - Ministerpräsident Wladislaw Gabarajew (1994–September 1996)
      - Ministerpräsident Alexander Schawlochow (1996–1998)
- Irak
  - Staats- und Regierungschef: Präsident Saddam Hussein (1979–2003)
- Iran
  - Religiöses Oberhaupt: Oberster Rechtsgelehrter Ali Chamene’i (seit 1989) (1981–1989 Ministerpräsident)
  - Staatsoberhaupt: Präsident Akbar Hāschemi Rafsandschāni (1989–1997)
- Israel
  - Staatsoberhaupt: Präsident Ezer Weizmann (1993–2002)
  - Regierungschef:
    - Ministerpräsident Schimon Peres (1977, 1984–1986, 1995–18. Juni 1996) (2007–2014 Präsident)
    - Ministerpräsident Benjamin Netanjahu (18. Juni 1996–1999, 2009—2021, seit 2022)
- Jemen
  - Staatsoberhaupt: Vorsitzender des Präsidialrates Ali Abdullah Salih (1990–2012) (ab 1994 Präsident) (1978–1990 Präsident des Nordjemen)
  - Regierungschef: Ministerpräsident Abd al-Aziz Abd al-Ghani (1994–1997) (1975–1980, 1983–1990 Ministerpräsident des Nordjemen)
- Jordanien
  - Staatsoberhaupt: König Hussein (1952–1999)
  - Regierungschef:
    - Ministerpräsident Zaid ibn Shaker (1989, 1991–1993, 1995–4. Februar 1996)
    - Ministerpräsident Abdelkarim al-Kabariti (4. Februar 1996–1997)
- Katar
  - Staatsoberhaupt: Emir Hamad bin Chalifa Al Thani (1995–2013) (1995–1996 Ministerpräsident)
  - Regierungschef:
    - Ministerpräsident Hamad bin Chalifa Al Thani (1995–29. Oktober 1996) (1995–2013 Emir)
    - Ministerpräsident Abdullah bin Chalifa Al Thani (29. Oktober 1996–2007)
- Kuwait
  - Staatsoberhaupt: Emir Dschabir III. (1977–2006) (1962–1963, 1965–1978 Ministerpräsident)
  - Regierungschef: Ministerpräsident Sa'ad al-Abdallah as-Salim as-Sabah (1978–2003) (2006 Emir)
- Libanon
  - Staatsoberhaupt: Präsident Élias Hrawi (1989–1998)
  - Regierungschef: Ministerpräsident Rafiq al-Hariri (1992–1998, 2000–2004)
- Oman
  - Staats- und Regierungschef: Sultan Qabus ibn Said (1970–2020)
- Palästinensische Autonomiegebiete
  - Staats- und Regierungschef: Präsident: Jassir Arafat (1994–2004)
- Saudi-Arabien
  - Staats- und Regierungschef: König Fahd ibn Abd al-Aziz (1982–2005)
    - Regent: Abdullah ibn Abd al-Aziz (1. Januar 1996–21. Februar 1996) (2005–2015 König)
- Syrien
  - Staatsoberhaupt: Präsident Hafiz al-Assad (1971–2000) (1970–1971 Ministerpräsident)
  - Regierungschef: Ministerpräsident Mahmud Zuabi (1987–2000)
- Türkei
  - Staatsoberhaupt: Präsident Süleyman Demirel (1993–2000) (1965–1971, 1975–1977, 1977–1978, 1979–1980, 1991–1993 Ministerpräsident)
  - Regierungschef:
    - Ministerpräsidentin Tansu Çiller (1993–6. März 1996)
    - Ministerpräsident Mesut Yılmaz (1991, 6. März 1996–28. Juni 1996, 1997–1999)
    - Ministerpräsident Necmettin Erbakan (28. Juni 1996–1997)
- Vereinigte Arabische Emirate
  - Staatsoberhaupt: Präsident Zayid bin Sultan Al Nahyan (1971–2004) (1966–2004 Emir von Abu Dhabi)
  - Regierungschef: Ministerpräsident Maktum bin Raschid Al Maktum (1971–1979, 1990–2006) (1990–2006 Emir von Dubai)

### Zentralasien
- Afghanistan
  - Staatsoberhaupt:
    - Vorsitzender des Islamischen Rats Burhānuddin Rabbāni (1992–27. September 1996)
    - Führer der Gläubigen Mohammed Omar (27. September 1996–2001)

  - Regierungschef:
    - Ministerpräsident Ahmad Schah Ahmadzai (1995–26. Juni 1996) (kommissarisch)
    - Ministerpräsident Gulbuddin Hekmatyār (1993–1994, 26. Juni 1996–27. September 1996)
    - Vorsitzender des obersten Rats Mohammad Rabbani (27. September 1996–2001)
- Kasachstan
  - Staatsoberhaupt: Präsident Nursultan Nasarbajew (1991–2019)
  - Regierungschef: Ministerpräsident Akeschan Kaschegeldin (1994–1997)
- Kirgisistan
  - Staatsoberhaupt: Präsident Askar Akajew (1991–2005)
  - Regierungschef: Ministerpräsident Apas Dschumagulow (1993–1998)
- Mongolei
  - Staatsoberhaupt: Präsident Punsalmaagiin Otschirbat (1990–1997)
  - Regierungschef:
    - Ministerpräsident Puntsagiin Dschasrai (1992–19. Juli 1996)
    - Ministerpräsident Mendsaichaniin Enchsaichan (19. Juli 1996–1998)
- Tadschikistan
  - Staatsoberhaupt: Präsident Emomalij Rahmon (seit 1992)
  - Regierungschef:
    - Ministerpräsident Dschamsched Karimow (1994–8. Februar 1996)
    - Ministerpräsident Jahjo Asimow (8. Februar 1996–1999)
- Turkmenistan
  - Staats- und Regierungschef: Präsident Saparmyrat Nyýazow (1991–2006)
- Usbekistan
  - Staatsoberhaupt: Präsident Islom Karimov (1991–2016)
  - Regierungschef: Ministerpräsident Oʻtkir Sultonov (1995–2003)

## Australien und Ozeanien
- Australien
  - Staatsoberhaupt: Königin Elisabeth II. (1952–2022)
    - Generalgouverneur:
      - Bill Hayden (1989–16. Februar 1996)
      - William Deane (16. Februar 1996–2001)

  - Regierungschef:
    - Premierminister Paul Keating (1991–11. März 1996)
    - Premierminister John Howard (11. März 1996–2007)
- Cookinseln (unabhängiger Staat in freier Assoziierung mit Neuseeland)
  - Staatsoberhaupt: Königin Elisabeth II. (1965–2022)
    - Queen’s Representative: Apenera Short (1990–2000)

  - Regierungschef: Premierminister Geoffrey Henry (1983, 1989–1999)
- Fidschi
  - Staatsoberhaupt: Präsident Kamisese Mara (1993–2000) (Premierminister 1970–1987, 1987–1992)
  - Regierungschef: Premierminister Sitiveni Rabuka (1992–1999, seit 2022) (1987 Staatsoberhaupt)
- Kiribati
  - Staats- und Regierungschef: Präsident Teburoro Tito (1994–2003)
- Marshallinseln
  - Staats- und Regierungschef:
    - Präsident Amata Kabua (1986–20. Dezember 1996)
    - Präsident Kunio Lemari (20. Dezember 1996–1997) (kommissarisch)
- Mikronesien
  - Staats- und Regierungschef:
    - Präsident Bailey Olter (1991–1997) (seit 8. November 1996 amtsunfähig)
    - Vizepräsident Jacob Nena (8. November 1996–1997, 1997–1999) (kommissarisch)
- Nauru
  - Staats- und Regierungschef:
    - Präsident Lagumot Harris (1978, 1995–11. November 1996)
    - Präsident Bernard Dowiyogo (1976–1978, 1989–1995, 11. November 1996–26. November 1996, 1998–1999, 2000–2001, 2003, 2003)
    - Präsident Kennan Adeang (1986, 1986, 26. November 1996–19. Dezember 1996)
    - Präsident Ruben Kun (19. Dezember 1996–1997)
- Neuseeland
  - Staatsoberhaupt: Königin Elisabeth II. (1952–2022)
    - Generalgouverneur/-in:
      - Catherine Tizard (1990–21. März 1996)
      - Michael Hardie Boys (21. März 1996–2001)

  - Regierungschef: Premierminister Jim Bolger (1990–1997)
- Niue (unabhängiger Staat in freier Assoziierung mit Neuseeland)
  - Staatsoberhaupt: Königin Elisabeth II. (1974–2022)
    - Queen’s Representative: Generalgouverneur von Neuseeland

  - Regierungschef: Premierminister Frank Lui (1993–1999)
- Palau
  - Staats- und Regierungschef: Präsident Kuniwo Nakamura (1994–2000)
- Papua-Neuguinea
  - Staatsoberhaupt: Königin Elisabeth II. (1975–2022)
    - Generalgouverneur: Wiwa Korowi (1991–1997)

  - Regierungschef: Premierminister Julius Chan (1980–1982, 1994–1997)
- Salomonen
  - Staatsoberhaupt: Königin Elisabeth II. (1978–2022)
    - Generalgouverneur: Moses Pitakaka (1994–1999)

  - Regierungschef: Premierminister Solomon Mamaloni (1981–1984, 1989–1993, 1994–1997)
- Tonga
  - Staatsoberhaupt: König Taufaʻahau Tupou IV. (1970–2006)
  - Regierungschef: Premierminister Baron Vaea (1991–2000)
- Tuvalu
  - Staatsoberhaupt: Königin Elisabeth II. (1978–2022)
    - Generalgouverneur: Tulaga Manuella (1994–1998)

  - Regierungschef:
    - Premierminister Kamuta Latasi (1993–24. Dezember 1996)
    - Premierminister Bikenibeu Paeniu (1989–1993, 24. Dezember 1996–1999)
- Vanuatu
  - Staatsoberhaupt: Präsident Jean-Marie Manatawai (1994–1999)
  - Regierungschef:
    - Premierminister Serge Vohor (1995–23. Februar 1996, 1996–1998, 2004, 2011)
    - Premierminister Maxime Carlot Korman (1991–1995, 23. Februar 1996–30. September 1996)
    - Premierminister Serge Vohor (1995–1996, 30. September 1996–1998, 2004, 2011)
- Westsamoa (heute Samoa)
  - Staatsoberhaupt: O le Ao o le Malo Tanumafili II. (1962–2007)
  - Regierungschef: Premierminister Tofilau Eti Alesana (1982–1985, 1988–1998)

## Europa
- Albanien
  - Staatsoberhaupt: Präsident Sali Berisha (1992–1997) (2005–2013 Ministerpräsident)
  - Regierungschef: Ministerpräsident Aleksandër Meksi (1992–1997)
- Andorra
  - Co-Fürsten:
    - Staatspräsident von Frankreich Jacques Chirac (1995–2007)
      - Persönlicher Repräsentant: Jean-Yves Caullet (1993–1997)

    - Bischof von Urgell Joan Martí Alanís (1971–2003)
      - Persönlicher Repräsentant: Nemesi Marquès i Oste (1993–2010)

  - Regierungschef: Regierungspräsident Marc Forné Molné (1994–2005)
- Belarus
  - Staatsoberhaupt: Präsident Aljaksandr Lukaschenka (seit 1994)
  - Regierungschef:
    - Ministerpräsident Michail Tschyhir (1994–18. November 1996)
    - Ministerpräsident Sjarhej Linh (18. November 1996–2000) (bis 19. Februar 1997 kommissarisch)
- Belgien
  - Staatsoberhaupt: König Albert II. (1993–2013)
  - Regierungschef: Ministerpräsident Jean-Luc Dehaene (1992–1999)
- Bosnien und Herzegowina
  - Hoher Repräsentant für Bosnien und Herzegowina: Carl Bildt (1995–1997)
  - Staatsoberhaupt: Präsident: Alija Izetbegović (1992–1998, 2000) (ab 5. Oktober 1996 Vorsitzender des Staatspräsidiums)
  - Regierungschef:
    - Ministerpräsident Haris Silajdžić (1993–30. Januar 1996, 1997–2000)
    - Ministerpräsident Hasan Muratović (30. Januar 1996–1997)
- Bulgarien
  - Staatsoberhaupt: Präsident Schelju Schelew (1990–1997)
  - Regierungschef: Ministerpräsident Schan Widenow (1995–1997)
- Dänemark
  - Staatsoberhaupt: Königin Margrethe II. (1972–2024)
  - Regierungschef: Ministerpräsident Poul Nyrup Rasmussen (1993–2001)
  - Färöer (politisch selbstverwalteter und autonomer Bestandteil des Königreichs Dänemark)
    - Vertreter der dänischen Regierung: Reichsombudsfrau Vibeke Larsen (1995–2001)
    - Regierungschef: Ministerpräsident Edmund Joensen (1994–1998)

  - Grönland (politisch selbstverwalteter und autonomer Bestandteil des Königreichs Dänemark)
    - Vertreter der dänischen Regierung: Reichsombudsmann Gunnar Martens (1995–2002)
    - Regierungschef: Ministerpräsident Lars-Emil Johansen (1991–1997)
- Deutschland
  - Staatsoberhaupt: Bundespräsident Roman Herzog (1994–1999)
  - Regierungschef: Bundeskanzler Helmut Kohl (1982–1998)
- Estland
  - Staatsoberhaupt: Präsident Lennart Meri (1992–2001)
  - Regierungschef: Ministerpräsident Tiit Vähi (1992, 1995–1997)
- Finnland
  - Staatsoberhaupt: Präsident Martti Ahtisaari (1994–2000)
  - Regierungschef: Ministerpräsident Paavo Lipponen (1995–2003)
- Frankreich
  - Staatsoberhaupt: Präsident Jacques Chirac (1995–2007) (1974–1976, 1986–1988 Premierminister)
  - Regierungschef: Premierminister Alain Juppé (1995–1997)
- Griechenland
  - Staatsoberhaupt: Präsident Konstantinos Stefanopoulos (1995–2005)
  - Regierungschef:
    - Ministerpräsident Andreas Papandreou (1981–1989, 1993–22. Januar 1996)
    - Ministerpräsident Konstantinos Simitis (22. Januar 1996–2004)
- Irland
  - Staatsoberhaupt: Präsidentin Mary Robinson (1990–1997)
  - Regierungschef: Taoiseach John Bruton (1994–1997)
- Island
  - Staatsoberhaupt:
    - Präsidentin Vigdís Finnbogadóttir (1980–31. Juli 1996)
    - Präsident Ólafur Ragnar Grímsson (1. August 1996–2016)

  - Regierungschef: Ministerpräsident Davíð Oddsson (1991–2004)
- Italien
  - Staatsoberhaupt: Präsident Oscar Luigi Scalfaro (1992–1999)
  - Regierungschef:
    - Ministerpräsident Lamberto Dini (1995–18. Mai 1996)
    - Ministerpräsident Romano Prodi (18. Mai 1996–1998, 2006–2008)
- Jugoslawien
  - Staatsoberhaupt: Präsident Zoran Lilić (1993–1997)
  - Regierungschef: Ministerpräsident Radoje Kontić (1993–1998)
- Kanalinseln[1]
  - Guernsey
    - Staats- und Regierungschef: Herzogin Elisabeth II. (1952–2022)
      - Vizegouverneur: John Coward (1994–2000)

  - Jersey
    - Staats- und Regierungschef: Herzogin Elisabeth II. (1952–2022)
      - Vizegouverneur: Michael Wilkes (1995–2000)
- Kroatien
  - Staatsoberhaupt: Präsident Franjo Tuđman (1991–1999)
  - Regierungschef: Regierungspräsident Zlatko Mateša (1995–2000)
- Lettland
  - Staatsoberhaupt: Präsident Guntis Ulmanis (1993–1999)
  - Regierungschef: Ministerpräsident Andris Šķēle (1995–1997, 1999–2000)
- Liechtenstein
  - Staatsoberhaupt: Fürst Hans-Adam II. (seit 1989)
  - Regierungschef: Mario Frick (1993–2001)
- Litauen
  - Staatsoberhaupt: Präsident Algirdas Brazauskas (1992–1998) (2001–2006 Ministerpräsident)
  - Regierungschef:
    - Ministerpräsident Adolfas Šleževičius (1993–15. Februar 1996)
    - Ministerpräsident Laurynas Mindaugas Stankevičius (15. Februar 1996–27. November 1996)
    - Ministerpräsident Gediminas Vagnorius (1991–1992, 27. November 1996–1999)
- Luxemburg
  - Staatsoberhaupt: Großherzog Jean (1964–2000)
  - Regierungschef: Ministerpräsident Jean-Claude Juncker (1995–2013)
- Malta
  - Staatsoberhaupt: Präsident Ugo Mifsud Bonniċi (1994–1999)
  - Regierungschef:
    - Premierminister Edward Fenech Adami (1987–28. Oktober 1996, 1998–2004) (2004–2009 Präsident)
    - Premierminister Alfred Sant (28. Oktober 1996–1998)
- Isle of Man[1]
  - Staatsoberhaupt: Lord of Man Elisabeth II. (1952–2022)
    - Vizegouverneur: Timothy Daunt (1995–2000)

  - Regierungschef:
    - Premierminister Miles Walker (1986–3. Dezember 1996)
    - Premierminister Donald Gelling (3. Dezember 1996–2001, 2004–2006)
- Mazedonien
  - Staatsoberhaupt: Präsident Kiro Gligorov (1991–1999)
  - Regierungschef: Ministerpräsident Branko Crvenkovski (1992–1998, 2002–2004) (2004–2009 Präsident)
- Moldau
  - Staatsoberhaupt: Präsident Mircea Ion Snegur (1991–1997)
  - Regierungschef: Ministerpräsident Andrei Sangheli (1992–1997)
  - Transnistrien (international nicht anerkannt)
    - Präsident: Igor Smirnow (1991–2011)
- Monaco
  - Staatsoberhaupt: Fürst: Rainier III. (1949–2005)
  - Regierungschef: Staatsminister Paul Dijoud (1994–1997)
- Niederlande
  - Staatsoberhaupt: Königin Beatrix (1980–2013)
  - Regierungschef: Ministerpräsident Wim Kok (1994–2002)
  - Niederländische Antillen (Land des Königreichs der Niederlande)
    - Vertreter der niederländischen Regierung: Gouverneur Jaime Saleh (1990–2002)
    - Regierungschef:
      - Ministerpräsident Miguel Pourier (1979, 1994–1998, 1999–2002)
- Norwegen
  - Staatsoberhaupt: König Harald V. (seit 1991)
  - Regierungschef:
    - Ministerpräsidentin Gro Harlem Brundtland (1981, 1986–1989, 1990–25. Oktober 1996)
    - Ministerpräsident Thorbjørn Jagland (25. Oktober 1996–1997)
- Österreich
  - Staatsoberhaupt: Bundespräsident Thomas Klestil (1992–2004)
  - Regierungschef: Bundeskanzler Franz Vranitzky (1986–1997)
- Polen
  - Staatsoberhaupt: Präsident Aleksander Kwaśniewski (1995–2005)
  - Regierungschef:
    - Ministerpräsident Józef Oleksy (1995–7. Februar 1996)
    - Ministerpräsident Włodzimierz Cimoszewicz (7. Februar 1996–1997)
- Portugal
  - Staatsoberhaupt:
    - Präsident Mário Soares (1986–9. März 1996) (1976–1978, 1983–1985 Ministerpräsident)
    - Präsident Jorge Sampaio (9. März 1996–2006)

  - Regierungschef: Ministerpräsident António Guterres (1995–2002)
- Rumänien
  - Staatsoberhaupt:
    - Präsident Ion Iliescu (1989–29. November 1996, 2000–2004)
    - Präsident Emil Constantinescu (29. November 1996–2000)

  - Regierungschef:
    - Ministerpräsident Nicolae Văcăroiu (1992–12. Dezember 1996)
    - Ministerpräsident Victor Ciorbea (12. Dezember 1996–1998)
- Russland
  - Staatsoberhaupt: Präsident Boris Jelzin (1991–1999)
  - Regierungschef: Ministerpräsident Wiktor Tschernomyrdin (1992–1998)
- San Marino
  - Staatsoberhaupt: Capitani Reggenti
    - Piero Natalino Mularoni (1. Oktober 1995–1. April 1996) und Marino Venturini (1976, 1982, 1986, 1. Oktober 1995–1. April 1996)
    - Pier Paolo Gasperoni (1985–1986, 1. April 1996–1. Oktober 1996) und Pietro Bugli (1. April 1996–1. Oktober 1996)
    - Maurizio Rattini (1. Oktober 1996–1. April 1997) und Gian Carlo Venturini (1. Oktober 1996–1. April 1997)

  - Regierungschef: Außenminister Gabriele Gatti (1986–2002) (2011–2012 Capitano Reggente)
- Schweden
  - Staatsoberhaupt: König Carl XVI. Gustaf (seit 1973)
  - Regierungschef:
    - Ministerpräsident Ingvar Carlsson (1986–1991, 1994–21. März 1996)
    - Ministerpräsident Göran Persson (21. März 1996–2006)
- Schweiz[2]
  - Bundespräsident Jean-Pascal Delamuraz (1989, 1. Januar 1996–31. Dezember 1996)
  - Bundesrat:
    - Jean-Pascal Delamuraz (1984–1998)
    - Flavio Cotti (1987–1999)
    - Arnold Koller (1987–1999)
    - Adolf Ogi (1988–2000)
    - Kaspar Villiger (1989–2003)
    - Ruth Dreifuss (1993–2002)
    - Moritz Leuenberger (1995–2010)
- Slowakei
  - Staatsoberhaupt: Präsident Michal Kováč (1993–1998)
  - Regierungschef: Ministerpräsident Vladimír Mečiar (1993–1994, 1994–1998)
- Slowenien
  - Staatsoberhaupt: Präsident Milan Kučan (1991–2002)
  - Regierungschef: Ministerpräsident Janez Drnovšek (1992–2000, 2000–2002) (2002–2007 Präsident)
- Spanien
  - Staatsoberhaupt: König Juan Carlos I. (1975–2014)
  - Regierungschef:
    - Ministerpräsident Felipe González (1982–5. Mai 1996)
    - Ministerpräsident José María Aznar (5. Mai 1996–2004)
- Tschechien
  - Staatsoberhaupt: Präsident Václav Havel (1993–2003)
  - Regierungschef: Ministerpräsident Václav Klaus (1993–1997) (2003–2013 Präsident)
- Ukraine
  - Staatsoberhaupt: Präsident Leonid Kutschma (1994–2005) (1992–1993 Ministerpräsident)
  - Regierungschef:
    - Ministerpräsident Jewhen Martschuk (1995–28. Mai 1996)
    - Ministerpräsident Pawlo Lasarenko (28. Mai 1996–1997)
- Ungarn
  - Staatsoberhaupt: Präsident Árpád Göncz (1990–2000)
  - Regierungschef: Ministerpräsident Gyula Horn (1994–1998)
- Vatikanstadt
  - Staatsoberhaupt: Papst Johannes Paul II. (1978–2005)
  - Regierungschef:
    - Kardinalstaatssekretär Angelo Sodano (1990–2006)
    - Präsident des Governatorats Rosalio Lara (1990–1997)
- Vereinigtes Königreich
  - Staatsoberhaupt: Königin Elisabeth II. (1952–2022) (gekrönt 1953)
  - Regierungschef: Premierminister John Major (1990–1997)
- Republik Zypern
  - Staats- und Regierungschef: Präsident Glafkos Klerides (1993–2003)
  - Nordzypern (international nicht anerkannt)
    - Staatsoberhaupt: Präsident Rauf Denktaş (1983–2005)
    - Regierungschef:
      - Ministerpräsident Hakkı Atun (1994–16. August 1996)
      - Ministerpräsident Derviş Eroğlu (1985–1994, 16. August 1996–2004, 2009–2010) (2010–2015 Präsident)